# SOA-Muster
SOA-Muster dienen der Beschreibung von serviceorientierten Architekturen. Sie stellen eine Mustersprache dar.

## Liste der SOA-Muster

### Strukturmuster
- Service Host
- Active Service
- Transactional Service
- Workflowdize
- Edge Component

### Performance-, Skalierbarkeits- und Verfügbarkeitsmuster
- Decoupled Invocation
- Parallel Pipeline
- Gridable Service
- Service Instance
- Virtual Endpoint
- Service Watchdog

### Sicherheitsmuster
- Secured Message
- Secured Infrastructure
- Service Firewall
- Identity Provider
- Service Monitor

### Nachrichtenaustausch
- Request-Reply
- Request-Reaction
- Inversion of Communications
- Saga

### Service-Consumer-Muster
- Reservation
- Composite Frontend (Portal)
- Client, Server, Dienst (englisch Service)

### Dienstintegration
- Service Bus
- Orchestrierung (englisch Orchestration)
- Aggregated Reporting

### Antimuster
- Knoten
- Nanoservice
- Transaktionale Integration (englisch transactional integration)
- Same Old Way

### Grundlegende Inventarmuster
- Canonical Protocol
- Canonical Schema
- Domain Inventory
- Enterprise Inventory
- Logic Centralization
- Service Layers
- Service Normalization

### Inventar-Schichtmuster
- Entity Abstraction
- Micro Task Abstraction
- Process Abstraction
- Utility Abstraction

### Inventarzentralisierung
- Policy Centralization
- Process Centralization
- Rules Centralization
- Schema Centralization

### Inventarimplementation
- Augmented Protocols
- Canonical Resources
- Cross-Domain Utility Layer
- Dual Protocols
- Inventory Endpoint
- Service Grid
- State Repository
- Stateful Services

### Inventar-Governance
- Canonical Expression
- Canonical Versioning
- Metadata Centralization

### Grundlegende Dienstmuster
- Agnostic Capability
- Agnostic Context
- Functional Decomposition
- Non-Agnostic Context
- Service Encapsulation

### Dienstimplementierung
- Containerization
- Microservice Deployment
- Partial State Deferral
- Partial Validation
- Redundant Implementation
- Reference Data Centralization
- Service Data Replication
- Service Façade
- UI Mediator

### Zuverlässigkeit
- Exception Shielding
- Message Screening
- Service Perimeter Guard
- Trusted Subsystem

### Kontraktdesign
- Concurrent Contracts
- Contract Centralization
- Contract Denormalization
- Decoupled Contract
- Validation Abstraction

### Legacy-Kapselung
- File Gateway
- Legacy Wrapper
- Multi-Channel Endpoint

### Dienstverwaltung
- Compatible Change
- Decomposed Capability
- Distributed Capability
- Proxy Capability
- Service Decomposition
- Service Refactoring
- Termination Notification
- Version Identification

### Fähigkeitenkomposition
- Capability Composition
- Capability Recomposition

### Dienst-Messaging
- Asynchronous Queuing
- Event-Driven Messaging
- Intermediate Routing
- Messaging Metadata
- Reliable Messaging
- Service Agent
- Service Callback
- Service Instance Routing
- Service Messaging
- State Messaging

### Kompositionsimplementierung
- Agnostic Sub-Controller
- Atomic Service Transaction
- Compensating Service Transaction
- Composition Autonomy

### Dienstintegrationssicherheit
- Brokered Authentication
- Data Confidentiality
- Data Origin Authentication
- Direct Authentication

### Transformationsmuster
- Data Format Transformation
- Data Model Transformation
- Protocol Bridging

### REST
- Content Negotiation
- Endpoint Redirection
- Entity Linking
- Idempotent Capability
- Lightweight Endpoint
- Reusable Contract